# Calcio Castel San Pietro Terme 2004-2005
Questa voce raccoglie le informazioni riguardanti il Calcio Castel San Pietro Terme nelle competizioni ufficiali della stagione 2004-2005.

## Rosa
| N. |                    | Ruolo | Calciatore            |
| -- | ------------------ | ----- | --------------------- |
|    | Italia (bandiera)  | C     | Michele Baldi         |
|    | Italia (bandiera)  | P     | Emiliano Betti        |
|    | Italia (bandiera)  | A     | Dario Bettini         |
|    | Italia (bandiera)  | D     | Andrea Broccoli       |
|    | Italia (bandiera)  | P     | Ivan Carretta         |
|    | Italia (bandiera)  | D     | Luca Castagnini       |
|    | Italia (bandiera)  | C     | Francesco Clementini  |
|    | Italia (bandiera)  | A     | Lorenzo Dal Rio       |
|    | Marocco (bandiera) | C     | Daniane Jawad         |
|    | Italia (bandiera)  | C     | Michelangelo Ferriani |
|    | Italia (bandiera)  | D     | Andrea Fiumana        |
|    | Italia (bandiera)  | A     | Raffaele Franchini    |

| N. |                   | Ruolo | Calciatore          |
| -- | ----------------- | ----- | ------------------- |
|    | Italia (bandiera) | D     | Cristian Galliano   |
|    | Italia (bandiera) | C     | Guido Ghetti        |
|    | Italia (bandiera) | C     | Alberto Maresi      |
|    | Italia (bandiera) | A     | Alessandro Olivieri |
|    | Italia (bandiera) | A     | Matteo Pastorino    |
|    | Italia (bandiera) | C     | Marco Prati         |
|    | Italia (bandiera) | D     | Alessandro Puggioli |
|    | Italia (bandiera) | C     | Maurizio Rizzioli   |
|    | Italia (bandiera) | D     | Omar Roma           |
|    | Italia (bandiera) | C     | Fabio Sacenti       |
|    | Italia (bandiera) | D     | Cristian Servidei   |
|    | Italia (bandiera) | P     | Stefano Spada       |